# Filmes de 1955 da Paramount Pictures
Em 1955, a Paramount Pictures lançou um total de 17 filmes.

## Destaques
As produções mais significativas foram:
- The Desperate Hours, thriller clássico de William Wyler, com grande desempenho de Humphrey Bogart como o fugitivo que atormenta Fredric March e sua família
- The Far Horizons, Charlton Heston e Fred MacMurray numa aventura com muita ação e magníficos cenários, tentativa de reconstituição da histórica Expedição de Lewis e Clark
- The Rose Tatoo, drama baseado em peça de Tennessee Williams, estreia em Hollywood de Anna Magnani como uma costureira  siciliana, papel que lhe deu o Oscar de Melhor Atriz
- Strategic Air Command, drama sobre jatos transportadores de bombas atômicas, o maior sucesso do estúdio no ano,[1] graças às suas espetaculares sequências aéreas
- To Catch a Thief, comédia romântica com algum suspense rodada por Alfred Hitchcock na Riviera, estrelada por Cary Grant e Grace Kelly
- Ulysses, luxuosa produção italiana, em deslumbrante Technicolor, sobre as aventuras do lendário herói da Odisseia, de Homero, com Kirk Douglas no papel título

## Prêmios Oscar
Vigésima oitava cerimônia, com os filmes exibidos em Los Angeles em 1955:
| Filme                                             | Indicações | Premiações                                                                                 |
| ------------------------------------------------- | --- | ------------------------------------------------------------------------------------------ |
| The Bridges at Toko-Ri (produção do ano anterior) | Edição Efeitos Especiais | Efeitos Especiais                                                                          |
| The Rose Tatoo                                    | Filme Atriz (Anna Magnani) Atriz Coadjuvante (Marisa Pavan) Fotografia (preto e branco) Direção de Arte/Decoração de Interiores (preto e branco) Figurino (preto e branco) Edição Trilha Sonora (filme dramático ou comédia) | Atriz Fotografia (preto e branco) Direção de Arte/Decoração de Interiores (preto e branco) |
| The Seven Little Foys                             | Roteiro Original | ---                                                                                        |
| Three Kisses                                      | Curta-Metragem em Live Action (1 bobina) | ---                                                                                        |
| To Catch a Thief                                  | Fotografia (em cores) Direção de Arte/Decoração de Interiores (em cores) Figurino (em cores) | Fotografia (em cores)                                                                      |
| Strategic Air Command                             | História Original | ---                                                                                        |

### Prêmios Especiais ou Técnicos
- Farciot Edouart, Hal Corl e Departamento de Diapositivos da Paramount: Prêmio Científico ou Técnico (Classe II - Placa), "pelo projeto e aperfeiçoamento de um retroprojetor de cabeçote triplo e chassi duplo"[2]
- Loren L. Ryder, Charles West, Henry Fracker e a Paramount: Prêmio Científico ou Técnico (Classe III - Certificado de Menção Honrosa), "pelo estabelecimento de um índice para filmes, que indica o enquadramento adequado em diferentes situações[2]
- Farciot Edouart, Hal Corl e Departamento de Transparências da Paramount: Prêmio Científico ou Técnico (Classe III - Certificado de Menção Honrosa), "por um retroprojetor aperfeiçoado de estéreoptico duplo"[2]

## Os filmes de 1955
| Título original        | Título PT/BR           | Título PT/PT               | Astros                            | Diretor            |
| ---------------------- | ---------------------- | -------------------------- | --------------------------------- | ------------------ |
| Artists and Models     | Artistas e Modelos     | Pintores e Raparigas       | Dean Martin, Jerry Lewis          | Frank Tashlin      |
| Conquest of Space      | A Conquista do Espaço  |                            | Walter Brooke, Eric Fleming       | Byron Haskin       |
| The Desperate Hours    | Horas de Desespero     |                            | Humphrey Bogart, Fredric March    | Wiliam Wyler       |
| The Far Horizons       | Aventura Sangrenta     | Horizontes Desconhecidos   | Fred MacMurray, Charlton Heston   | Rudolph Maté       |
| The Girl Rush          | Cassino das Tentações  | Hotel Flamingo             | Rosalind Russell, Fernando Lamas  | Robert Pirosh      |
| Hell's Island          | A Ilha do Inferno      |                            | John Payne, Mary Murphy           | Phil Karlson       |
| Lucy Gallant           | Lucy Galante           |                            | Jane Wyman, Charlton Heston       | Robert Parrish     |
| Mambo                  | Mambo                  |                            | Silvana Mangano, Vittorio Gassman | Robert Rossen      |
| The Rose Tatoo         | A Rosa Tatuada         | A Rosa Tatuada             | Anna Magnani, Burt Lancaster      | Daniel Mann        |
| Run For Cover          | Atrás das Grades       | O Fugitivo                 | James Cagney, Viveca Lindfors     | Nicholas Ray       |
| The Seven Little Foys  | Um Coringa e Sete Ases | Os Sete Garotos            | Bob Hope, Milly Vitale            | Melville Shavelson |
| Strategic Air Command  | Comandos do Ar         | Nem Sempre o Coração Manda | James Stewart, June Allyson       | Anthony Mann       |
| To Catch a Thief       | Ladrão de Casaca       | Ladrão de Casaca           | Cary Grant, Grace Kelly           | Alfred Hitchcock   |
| The Trouble with Harry | O Terceiro Tiro        | O Terceiro Tiro            | Edmund Gwenn, Shirley MacLaine    | Alfred Hitchcock   |
| Ulysses                | Ulisses                | Ulisses                    | Kirk Douglas, Silvana Mangano     | Mario Camerini     |
| We're No Angels        | Veneno de Cobra        | Veneno de Cobra            | Humphrey Bogart, Aldo Ray         | Michael Curtiz     |
| You're Never Too Young | O Meninão              | Barbeiro e Professor       | Dean Martin, Jerry Lewis          | Norman Taurog      |